# 杨知庆
杨知庆（?—?），唐朝官员，出自弘农杨氏。唐肃宗的外祖父。

## 生平
杨知庆出自观王房，他的曾祖父杨达是隋朝观王杨雄的弟弟。武则天的母亲杨氏是杨达的女儿。杨知庆的祖父杨缄，父亲是杨全节。杨知庆的弟弟杨知运、集州刺史杨知亮、杨知什。杨知庆官至左武将军、左千牛将军、豹韬卫将军，其女杨氏为唐玄宗的贵嫔，生唐肃宗李亨，赠杨知庆太尉、郑国公。

## 家族

### 父
- 杨全节，太子左内率，赠魏州刺史

### 女
- 杨无量寿，嫁江王李元祥子澧州刺史广平郡公李炅
- 杨氏，为唐中宗太子李重俊正妃
- 杨贵嫔，为唐玄宗妾，生唐肃宗
- 杨氏，嫁武攸暨子武胜，生子武充

### 孙子
- 杨詡，尚書奉御。